# Abuta vaupesensis
Abuta vaupesensis är en tvåhjärtbladig växtart som beskrevs av Krukoff och Barneby. Abuta vaupesensis ingår i släktet Abuta och familjen Menispermaceae. Inga underarter finns listade i Catalogue of Life.